# Riley Holzapfel
Riley Holzapfel (* 18. August 1988 in Regina, Saskatchewan) ist ein ehemaliger kanadischer Eishockeyspieler, der im Verlauf seiner aktiven Karriere zwischen 2004 und 2020 unter anderem 243 Spiele für die Vienna Capitals in der Erste Bank Eishockey Liga (EBEL) auf der Position des Centers bestritten hat. Mit den Vienna Capitals gewann Holzapfel im Jahr 2017 die österreichische Meisterschaft. Darüber hinaus absolvierte er annähernd 370 weitere Partien in der American Hockey League (AHL).

## Karriere

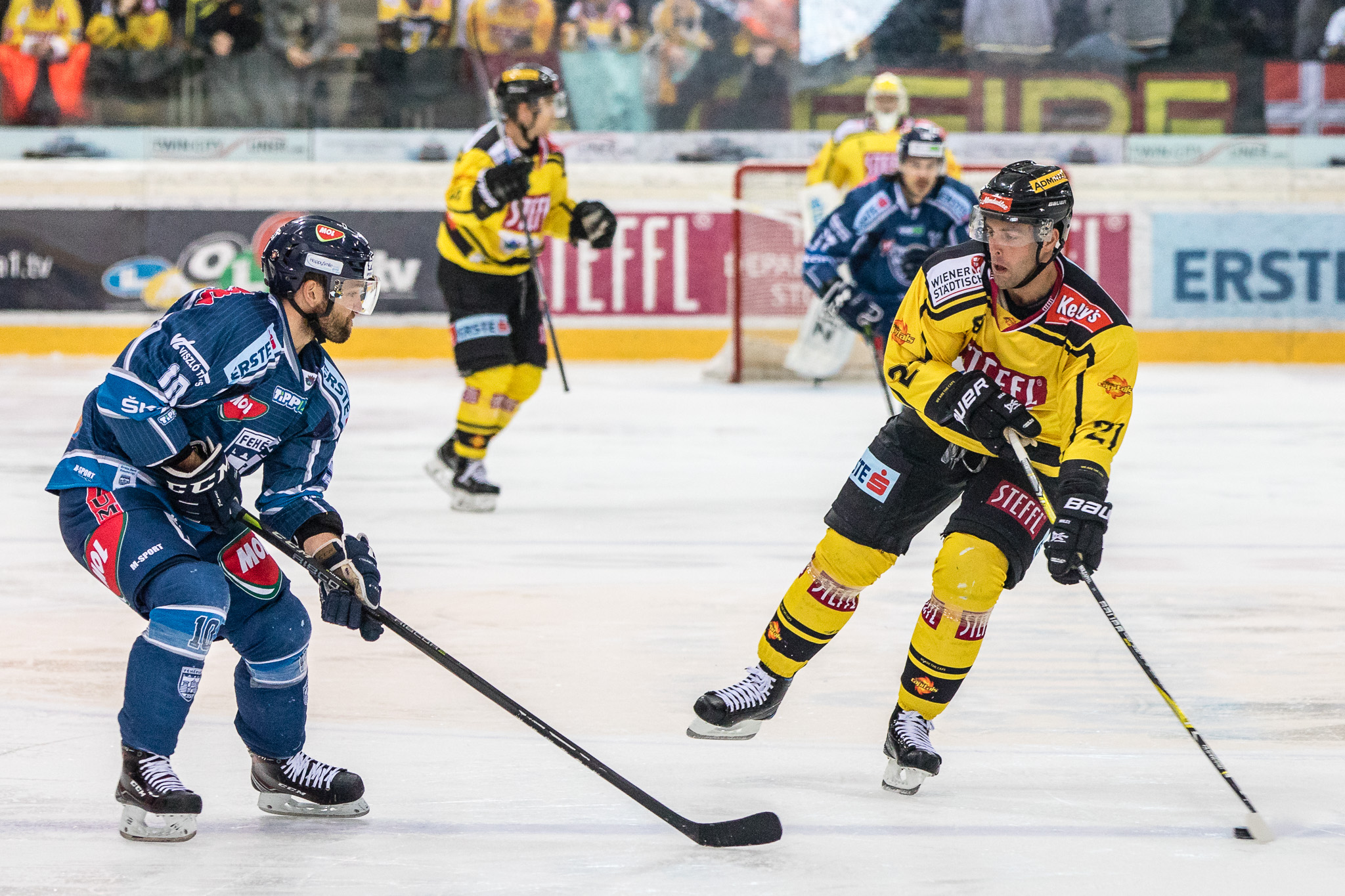
Holzapfel (rechts) im Trikot der Vienna Capitals (2017)

Holzapfel stand zu Beginn seiner Karriere ab der Saison 2004/05 für insgesamt vier Spielzeiten bei den Moose Jaw Warriors in der kanadischen Juniorenliga Western Hockey League (WHL) auf dem Eis. Im September 2007 unterschrieb er einen Dreijahresvertrag bei den Atlanta Thrashers aus der National Hockey League (NHL), die sich zuvor die Transferrechte am Kanadier im Rahmen des NHL Entry Draft 2008 gesichert hatten. Die anschließende Saison 2007/08 spielte Holzapfel jedoch erneut in der WHL, ehe er ab der folgenden Spielzeit bei den Chicago Wolves, dem Farmteam der Thrashers, in der American Hockey League (AHL) aktiv war.
Im Sommer 2011 gingen die NHL-Rechte des Angreifer durch die Umsiedlung des Atlanta-Franchises an die Winnipeg Jets über, die ihn jedoch in der Saison 2011/12 zunächst ausschließlich beim Farmteam St. John’s IceCaps einsetzten. Anschließend wurde Holzapfel im Februar 2012 im Austausch gegen Maxime Macenauer zu den Anaheim Ducks transferiert, die ihn ebenfalls in die AHL zu den Syracuse Crunch schickten. Zur Saison 2012/13 unterschrieb der Linksschütze als Free Agent einen Vertrag bei den Pittsburgh Penguins, kam jedoch auch dort lediglich zu Einsätzen bei den Wilkes-Barre/Scranton Penguins in der AHL.
Im Sommer 2013 entschied sich Holzapfel für einen Wechsel nach Europa und heuerte beim HV71 in der Svenska Hockeyligan (SHL) an, für die er in den folgenden zwei Spielzeiten auflief. Im Anschluss an die Saison 2014/15 wurde sein Vertrag dort nicht verlängert, sodass der Angreifer im Mai 2015 beim Ligakonkurrenten Karlskrona HK unterschrieb und dort in der Spielzeit 2015/16 das Amt des Assistenzkapitäns bekleidete. Im Sommer 2016 wechselte der Kanadier zu den Vienna Capitals in die österreichische Erste Bank Eishockey Liga (EBEL) und wurde mit dem Ron Kennedy Trophy zum besten Spieler der EBEL-Saison 2016/17 gekürt. Dafür hatte er die Capitals als Topscorer und bester Torschütze der Playoffs zum Gewinn der österreichischen Meisterschaft geführt. Holzapfel schloss danach noch drei weitere Spielzeiten bei den Wienern an, ehe der 32-Jährige im September 2020 das Ende seiner Profikarriere verkündete.

### International
Im Juniorenbereich nahm Holzapfel mit der kanadischen U20-Nationalmannschaft an der U20-Junioren-Weltmeisterschaft 2008 teil, die die Kanadier mit dem Gewinn der Goldmedaille abschlossen. In sieben Turnierspielen blieb der Stürmer dabei punktlos.

## Erfolge und Auszeichnungen
| - 2006 Teilnahme am CHL Top Prospects Game - 2007 WHL East First All-Star Team - 2017 Österreichischer Meister mit den Vienna Capitals | - 2017 Topscorer der EBEL-Playoffs - 2017 Bester Torschütze der EBEL-Playoffs - 2017 Ron Kennedy Trophy |

### International
- 2008 Goldmedaille bei der U20-Junioren-Weltmeisterschaft

## Karrierestatistik

### International
Vertrat Kanada bei:
- U20-Junioren-Weltmeisterschaft 2008

(Legende zur Spielerstatistik: Sp oder GP = absolvierte Spiele; T oder G = erzielte Tore; V oder A = erzielte Assists; Pkt oder Pts = erzielte Scorerpunkte; SM oder PIM = erhaltene Strafminuten; +/− = Plus/Minus-Bilanz; PP = erzielte Überzahltore; SH = erzielte Unterzahltore; GW = erzielte Siegtore; 1 Play-downs/Relegation; Kursiv: Statistik nicht vollständig)